# Michael Rosen
Michael Wayne Rosen, född 7 maj 1946 i Harrow, Middlesex, är en brittisk romanförfattare och poet. Rosen var läsambassadör från juni 2007 till juni 2009. Han har även varit programledare och politisk kolumnist.